# Сражение при Реностеркопе
Сражение при Реностеркопе (африк. Slag van Renosterkop) произошло 29 ноября 1900 года во время Второй англо-бурской войны. Отряд под командованием генерала Бена Фильюна в течение дня удерживал атакующие британские войска генерал-майора Артура Пэджета на холмах Реностеркоп примерно в 30 км к северо-востоку от Бронкхорстспрёйта, а затем отступил.
Британцы были полны решимости уничтожить бурских коммандос под командованием Бена Фильюна, действовавших к северо-востоку от Претории. В течение нескольких дней между двумя противниками время от времени происходили стычки. Затем Бен Фильюн решил окопаться на большом холме Реностеркоп и на холмах северо-восточнее у фермы Вольфенкоп.
27 ноября он узнал, что к нему приближаются британские войска, в основном, конная пехота. Фильюн отправляет разведку, в то время как остальные его люди окапываются на фронте в 5 км. В его распоряжении было всего 500 человек. У него также было две пушки: пушка Максима-Норденфельдта (знаменитая "пом-пом") и пушка Круппа. Максим постоянно отказывал при стрельбе, а боезапаса к «Круппу» оставалось всего 14 снарядов. Бурская разведка провела несколько стычек с британскими войсками, а затем отступила к своим позициям.
28 ноября генерал Пэджет разбил свой лагерь примерно в 3 км от бурских позиций и вечером обстрелял их из нескольких полевых орудий. Одновременно отряд под командованием генерала Литтелтона вышел из Мидделбурга и прибыл к лагерю Блэквуд, тем самым отрезав бурам путь отступления на Гурисберг. "На западе против нас был генерал Пэджет, на юге был Реностеркоп без выхода, а на востоке генерал Литтелтон, а на севере была только одна дорога, пролегавшая между высокими цепями и глубокими расселинами". Поэтому Фильюн вынужден был принять бой. 
29 ноября Пэджет начал лобовую атаку пехотой, развернутой в правильном боевом порядке, на левом фланге Фильюна. Британская тяжелая артиллерия стояла рядом с лагерем, позади солдат, и стреляла по бурам над их головами, в то время как несколько 15-фунтовых орудий были распределены по разным полкам. Первая атака была отбита бурами, подпустившими противника на расстояние семидесяти шагов, двумя ружейными залпами и огнем пом-пома. 
Через полчаса началась вторая атака, направленная против центра фронта. Британцы при поддержке двух полевых орудий, выставленных на прямую наводку, подошли на сотню шагов, но также были отбиты огнем буров. 
Третья атака была направлена против правого фланга, где находился сам Бен Фильюн. Атака была снова отбита ружейным огнем буров, так как их пушка после нескольких выстрелов вышла из строя, а пом-пом можно было использовать только время от времени.
"Около 10 часов они снова атаковали, и, насколько я мог видеть, свежим полком. Мы позволили им подойти очень близко, и снова наш смертоносный маузерный огонь косил их...". Британские солдаты бросились бежать. 
В течение дня англичане снова атаковали, то с одной позиции, то с другой, пытаясь для поддержки пехоты подвести свои полевые орудия ближе к позиции буров, один раз даже под прикрытием нескольких фургонов Красного Креста, но каждый раз безуспешно.
В вечерних сумерках британцы предприняли последнюю попытку занять бурские позиции, поддержав свою атаку массированным артиллерийским огнем, но она была отбита огнем пушки и пом-пома, выпустивших последние снаряды.
Британские войска отступили, чтобы продолжить атаковать на следующий день. Однако буры ночью оставили свои позиции и отступили на Поортьеснек, потому что у них закончились боеприпасы и провизия. "Ни по военным, ни по стратегическим причинам нам не было необходимости цепляться за эти позиции. Нашей политикой уже стало сражаться всякий раз, когда мы могли, и отступать, когда мы не могли больше держаться. Правительство решило, что война должна продолжаться, и долг каждого генерала — маневрировать, чтобы продлить ее.
Британцы потеряли 106 человек, из которых 15 были убиты, в то время как буры потеряли 24 человека, из которых только двое погибли.